# Clara Montalba
Pour les articles homonymes, voir Montalba.
Clara Federica Montalba, née le 2 août 1840 à Cheltenham au Royaume-Uni et morte le 13 août 1929 à Venise en Italie, est une artiste britannique, principalement connue pour ses aquarelles de Venise. Elle est l'aînée des quatre filles de l'artiste d'origine suédoise Anthony R. Montalba (en), qui connaissent un succès artistique considérable, même si Clara est sans doute la plus accomplie et la plus connue des quatre. Entre 1879 et 1889, elle expose ses œuvres à la Grosvenor Gallery de Londres. Féministe de la première heure, elle est désignée en 1886 par Millicent Garrett Fawcett comme l'une des vingt femmes accomplies qui apportent « une aide et un soutien chaleureux » au mouvement. En 1892, en reconnaissance de son talent artistique, elle est admise à la Royal Watercolour Society.

## Biographie

### Naissance et famille
Clara Montalba naît le 2 août 1840 à Cheltenham au Royaume-Uni. Elle est l'aînée des quatre filles de l'artiste d'origine suédoise Anthony R. Montalba et de Emeline (née Davies).

### Carrière
Elle et ses trois sœurs (Ellen Emeline, Hilda Montalba et Henrietta Mary Ann Skerrett) atteignent toutes  une grande renommée en tant qu'artistes. Elle étudie à Paris sous la direction d'Eugene Isabey, puis à Venise, où sa famille s'installe, à l'Accademia di Belle Arti, dans les années 1880 et 1890. Selon le recensement britannique de 1871, Anthony Montalba vit au 19 Arundel Gardens, Notting Hill, Londres, avec quatre filles, toutes artistes.
Les sœurs Montalba participent régulièrement à l'exposition d'été de la Royal Academy dans les années 1870. Elle atteint une reconnaissance internationale à la suite d'expositions en Europe et en Amérique. Elle se spécialise dans les aquarelles, notamment des scènes de la maison familiale à Venise, où elle vit à la fin du XIXe siècle. Clara Montalba expose ses œuvres au Palais des Beaux-Arts et au Woman's Building lors de l'Exposition universelle de 1893 à Chicago, dans l'Illinois.
Clara est sans doute la plus accomplie et la plus connue des quatre sœurs Montalba, et en 1892, elle est admise à la Royal Watercolour Society, se faisant appeler RWS.
Entre 1879 et 1889 elle expose ses œuvres à la Grosvenor Gallery (en), présentant une série de scènes peintes à Venise, qui capturent l'humeur et l'atmosphère uniques de la vie vénitienne.
Elle participe aux expositions de Paris. Elle obtient une mention honorable à l'exposition universelle de 1889. Les musées d'Anvers, de Bruxelles, de Leeds et de Norwich conservent des aquarelles de cette artiste.

#### Féminisme
Clara semble avoir été l'une des premières championnes des droits de la femme, étant nommée en 1886 par Millicent Garrett Fawcett comme l'une des vingt femmes accomplies et ayant réussi qui apporte « une aide et un soutien chaleureux » au mouvement.

#### Faveur royale
Clara et sa sœur Henrietta sont toutes deux amies de la princesse Louise, duchesse d'Argyll, qui est elle-même une artiste accomplie. Elles passent du temps avec la princesse au Canada, où elles peignent des paysages. La princesse Louise épouse le marquis de Lorne en 1878, qui est bientôt choisi pour être le nouveau gouverneur général du Canada. Louise devient donc son consort vice-royal et le couple arrive pour prêter serment à Halifax le 25 novembre. Ils quittent le Canada le 27 octobre 1883.

### Mort
Clara Montalba meurt le 13 août 1929 à Venise en Italie.

## Œuvres

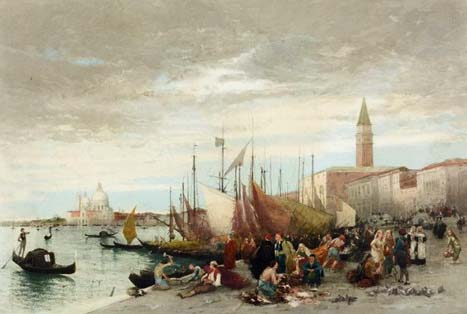
Pêcheurs devant les Doges, Palais, 1877.
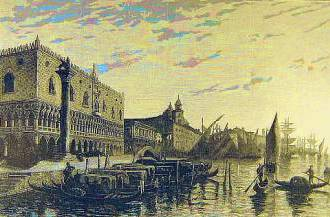
Venise.
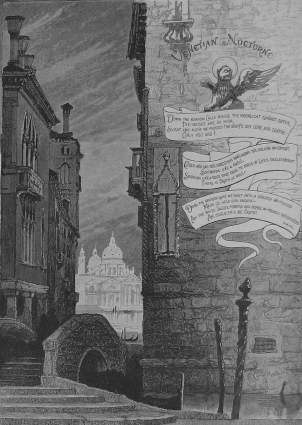
Page décorative de Clara Montalba.